# ジョルジェ・トゥトリッチ
ジョルジェ・トゥトリッチ(Đorđe Tutorić、1983年3月5日 - )は、ユーゴスラビア（現・セルビア）出身のサッカー選手。ポジションはDF。

## 経歴
レッドスター・ベオグラードの下部組織出身。2002-2003シーズンにレッドスター・ベオグラードでプロキャリアをスタートさせるが、2シーズンでわずか4試合の出場のみに終わった。2004-2005シーズンはFKイェディンストヴォ・ウブへレンタル移籍をし、28試合に出場。翌2005-2006シーズンは、OFKムラドスト・アパティンへレンタル移籍し、29試合に出場。2006-2007シーズンより、レッドスター・ベオグラードに戻ってプレーをし、2年間で合計42試合に出場した。現在は、トルコのコジャエリスポルでプレーをしている。
セルビア代表として、2007年11月24日のカザフスタン戦で代表初キャップを記録している。

## 所属クラブ
- レッドスター・ベオグラード 2002-2004

→ FKイェディンストヴォ・ウブ 2004-2005 (loan)
→ OFKムラドスト・アパティン 2005-2006 (loan)
- レッドスター・ベオグラード 2006-2008
- コジャエリスポル 2008-2009
- レッドスター・ベオグラード 2009-2010
- フェレンツヴァーロシュTC 2010-2011
- FKノヴィ・パザル 2011-2012
- FCアティラウ 2012-2013
- AEエルミオニダFC 2014-2015